# مجتمع غريب جدا (كتاب)
مجتمع غريب جدا (بالإنجليزية: A Very Strange Society) هو كتاب غير أدبي للكاتب الأمريكي ألن دروري نشر في عام 1967. 
وعنوانه الفرعي هو «رحلة إلى قلب أفريقيا».

## الموضوع
وهو عبارة عن مجموعو مقالات صحفية ولقاءات وحوارات وتقارير حكومية، ويستعرض فيه الكاتب إنجازات وإخفاقات الجمهورية الجديدة التي تأسست عام 1961. ويستكشف الكتاب الحكومة والثقافة في جمهورية جنوب أفريقيا.